# Boulevard (theaterfestival)
Theaterfestival Boulevard is een jaarlijks in augustus terugkerend theaterfestival in de Nederlandse stad 's-Hertogenbosch. Het hart van het festival is de Parade, een plein aan de voet van de Sint-Janskathedraal. Er staan grote en kleine producties, van nationale en internationale makers, er is muziek, theater, dans, muziektheater, jeugdvoorstellingen, beeldende kunst en straattheater te zien. 
Het festival kenmerkt zich door enerzijds de kleinere voorstellingen en horeca op het centrale plein gecombineerd met voorstellingen op locatie in en om de stad. Theaterfestival Boulevard staat bekend om zijn knusse karakter op het festivalplein, zijn kwalitatief hoogstaande theateraanbod en zijn veelheid in keus. Het is het grootste theaterfestival van het zuiden. 
Wim Claessen was directeur van 1985-2002, Geert Overdam van 2003-2014. Viktorien van Hulst was directeur-bestuurder van 2015-2021. In 2021-2022 was Peggy Olislaegers directeur-bestuurder a.i. Sinds 2022 heeft Theaterfestival Boulevard een tweekoppige directie gevormd door Dana Kibbelaar en Tessa Smeulers.
Het internationale karakter van het festival is typerend. Voorbeelden van gezelschappen die bij Theaterfestival Boulevard hebben gestaan zijn o.a. Rimini Protokoll (D), Compagnie Marie Chouinard (CA), Ultima Vez (B), Peeping Tom (B), Akram Khan Company (GB), Eastman/ Sidi Larbi Cherkaoui (B), FC Bergman (B), Ben Duke (GB), Igor&Moreno (GBR). Uit Nederland zijn terugkerende gezelschappen/ kunstenaars o.a. Dries Verhoeven, Wunderbaum, De Warme Winkel, Schweigman&, Lotte van den Berg, Club Gewalt en Theater Artemis/Jetse Batelaan.
Theaterfestival Boulevard werkt aan het open karakter, door het aanbod voor iedereen toereikend te maken. Zo hebben ze een doven-café, gebaren-tolken, leen-rolstoelen, jeugdprogrammering, hebben ze 'hand-op-de-knip-tips' en bieden ze dagprogramma's aan voor mensen met chronische vermoeidheid of autisme.
Theaterfestival Boulevard is, evenals het theaterfestival De Parade, een voortzetting van Boulevard of broken dreams, dat speelde tussen 1985 en 1988 in verschillende steden.